# Ol'ga Mostepanova
Ol'ga Vasil'evna Mostepanova (in russo Ольга Васильевна Мостепанова?; 3 gennaio 1970) è un'ex ginnasta sovietica, dal 1991 russa.

## Palmarès

### Mondiali
- 5 medaglie:
  - 3 ori (Budapest 1983 a squadre; Budapest 1983 nella trave; Montréal 1985 a squadre)
  - 2 argenti (Budapest 1983 nel concorso completo; Budapest 1983 nel corpo libero)

### Giochi dell'Amicizia
- 5 medaglie:
  - 5 ori (Olomouc 1984 a squadre; Olomouc 1984 nel concorso completo; Olomouc 1984 nella trave; Olomouc 1984 nel corpo libero; Olomouc 1984 nel volteggio)